# 장프랑수아 디 마르티노
장프랑수아 디 마르티노(프랑스어: Jean-François Di Martino, 1967년 3월 2일~)는 프랑스의 펜싱 선수, 지도자로 주 종목은 에페이다. 2000년 하계 올림픽에서 남자 에페 단체전 금메달을 획득했으며 세계 선수권 대회에서 단체전 금메달 1개를 획득했다.
현역 은퇴 후 프랑스 청소년 대표팀과 지롱드 보르도 펜싱팀 등의 감독을 지냈다.